# Solanum mapiricum
Solanum mapiricum är en potatisväxtart som beskrevs av Sandra Diane Knapp. Solanum mapiricum ingår i släktet skattor som ingår i familjen potatisväxter. Inga underarter finns listade i Catalogue of Life.